# Перре (Португалия)
Перре (порт. Perre) — район (фрегезия) в Португалии, входит в округ Виана-ду-Каштелу. Является составной частью муниципалитета Виана-ду-Каштелу. По старому административному делению входил в провинцию Минью. Входит в экономико-статистический субрегион Минью-Лима, который входит в Северный регион. Население составляет 3007 человек на 2001 год. Занимает площадь 13,00 км².
Покровителем района считается Имажен:Гиду-Рени 031.жпг (порт. Imagem:Guido Reni 031.jpg).